# 庄头天仙庙
庄头天仙庙位于山西省长治市壶关县晋庄镇庄头村，2004年6月10日公布为山西省文物保护单位，2013年3月5日公布为第七批全国重点文物保护单位。